# Tierras Brunas
En el universo imaginario de J. R. R. Tolkien y en las novelas El Señor de los Anillos y Cuentos inconclusos de Númenor y la Tierra Media, las Tierras Brunas son una amplia superficie de tierras ubicadas dentro de la Enedwaith, al pie de las montañas Nubladas meridionales. Se extienden al este del río Agua Gris y al norte del Isen y su frontera norte la constituye el río Glanduin, que lo separaba de Acebeda.
Originalmente pertenecían al reino de Gondor, pero después fueron entregadas al reino de Rohan tras el acuerdo entre Cirion y Eorl en el año 2510 de la Tercera Edad del Sol, aunque los rohirrim nunca las ocuparon completamente.

## Dunland
Desde la Segunda Edad del Sol las Tierras Brunas fueron ocupadas por los dunlendinos, (en especial en los valles al pie de las Montañas Nubladas) y por ello se las conoció como Dunland; palabra inglesa cuyo primer componente es la partícula Dun que significa "moreno" u "oscuro".
En varios momentos de la Tercera Edad, las Tierras Brunas fueron ocupadas por los hobbits del pueblo de los Fuertes (entre 1150 y 1630 T. E.). Estos habían cruzado las Montañas Nubladas por el Paso de Rohan y una parte se había asentado en las Tierras de El Ángulo entre los ríos Fontegrís y Bruinen, pero con los ataques del Rey Brujo de Angmar a los reinos dúnedain del norte, c. 1300 T. E., se volvieron con muchos del pueblo Albo a las tierras del sur. Más tarde un grupo retornó a las Tierras Ásperas.
Los Enanos del Pueblo de Durin también ocuparon las Tierras Brunas. Conducidos por Thráin II tras la expulsión de la Montaña Solitaria y luego de vagar algunos años por Rhovanion; se asentaron en los valles occidentales de las Hithaeglir entre los años 2790 y 2890 de la T. E., para abandonarlas y asentarse, finalmente, en las Montañas Azules.